# Charles Brown (nuncjusz)
Charles John Brown (ur. 13 października 1959 w Nowym Jorku) – amerykański duchowny rzymskokatolicki, nuncjusz apostolski w Irlandii w latach 2011–2017, nuncjusz apostolski w Albanii w latach 2017–2020, nuncjusz apostolski na Filipinach od 2020.

## Życiorys
Charles John Brown urodził się w Nowym Jorku, East Village na Manhattanie, obok Orchard Street i Chinatown i tutaj dorastał do 5 roku życia. W owym czasie była to głównie dzielnica zamieszkała przez Żydów. Jak sam wspomina w jednym z wywiadów, iż w bloku w którym mieszkał, jedynie jego rodzina była katolicka. Jest najstarszym z sześciorga rodzeństwa. Studiował na uniwersytetach: Notre Dame i Oxfordzie, następnie w seminarium św. Józefa w Yonkers i Dunwoodie Seminary. Święcenia prezbiteratu otrzymał 13 maja 1989 z rąk kardynała Johna O`Connora i został inkardynowany do archidiecezji Nowy Jork. W latach 1989–1991 był wikariuszem w parafii św. Brendana w Nowym Jorku. W 1991 został wysłany do Rzymu w celu kontynuacji studiów teologicznych na Papieskim Ateneum św. Anzelma na Awentynie, gdzie obronił doktorat z sakramentologii. W 1994 rozpoczął pracę jako oficjał w Kongregacji Nauki Wiary. W latach 2009–2011 pełnił funkcję sekretarza pomocniczego Międzynarodowej Komisji Teologicznej. Był jednym z najbliższych współpracowników kardynała Josepha Ratzingera.
26 listopada 2011 papież Benedykt XVI prekonizował go nuncjuszem apostolskim w Irlandii oraz arcybiskupem tytularnym Akwilei. Święcenia biskupie otrzymał 6 stycznia 2012 w bazylice św. Piotra. Udzielił mu ich sam papież, któremu asystowali kardynał Tarcisio Bertone, sekretarz stanu Stolicy Apostolskiej, i kardynał William Levada, prefekt Kongregacji Nauki Wiary. Jako zawołanie biskupie przyjął słowa „Ex Christi laetare” (Być obok Chrystusa).
9 marca 2017 papież Franciszek mianował go nuncjuszem apostolskim w Albanii.
28 września 2020 papież przeniósł go do nuncjatury na Filipinach.